# Relations entre le Bangladesh et l'Italie
Les relations entre le Bangladesh et l'Italie sont les relations bilatérales de la république populaire du Bangladesh et de la république italienne. Le Bangladesh a son ambassade à Rome tandis que l'Italie a une ambassade à Dacca.

## Histoire
L'Italie a établi des relations officielles avec le Bangladesh en 1972. En 1974, l'Italie a été l'un des pays qui ont parrainé l'admission du Bangladesh aux Nations unies. En 2014, la Première ministre du Bangladesh, Sheikh Hasina, a effectué une visite officielle en Italie.

## Coopération en éducation et en technologie
En 2000, un accord de coopération scientifique et technologique a été signé entre le Bangladesh et l'Italie. En vertu de cet accord, les deux pays échangent des scientifiques, des chercheurs et des techniciens et accordent des bourses d'études. L'Italie a accueilli en moyenne 25 chercheurs bangladais par an pour étudier au Centre international Abdus Salam de physique théorique.

## Relations économiques
Le Bangladesh et l'Italie ont créé la « Chambre de commerce et d'industrie Italie-Bangladesh » (Italy-Bangladesh Chamber of Commerce and IndustryIBCCI) pour dynamiser les relations économiques bilatérales. Entre 2000 et 2006, le commerce bilatéral entre les deux pays a augmenté de plus de 200 %. En 2012, le montant total du commerce bilatéral s'élevait à 1,286 milliard de dollars, dont 1,036 milliard de dollars pour les exportations du Bangladesh vers l'Italie. Les principaux produits exportés par le Bangladesh vers l'Italie sont les produits alimentaires surgelés, les produits agricoles, le thé, le cuir, le jute brut, les articles en jute, les tricots, les vêtements tissés , etc. Les principaux produits d'exportation de l'Italie vers le Bangladesh comprennent des machines, des produits électroniques, des véhicules, des avions, des navires et des équipements de transport associés.

## Diaspora bangladaise en Italie
Les Bangladais ont commencé à immigrer en Italie dans les années 1980. Entre la fin de 1989 et le milieu des années 1990, le nombre de Bangladais vivant à Rome a été multiplié par vingt entre 200 et 300, selon les estimations, pour devenir la plus grande communauté bangladaise d'Europe continentale. Par la suite, la population a doublé en taille, principalement grâce à l'immigration clandestine, pour atteindre environ 82 000 personnes en 1995 142 000 en 2016,.